# Pausides Reyes
Pausides Segundo Reyes Gómez (Venezuela) es un profesor y exconstituyente venezolano que participó en la Asamblea Nacional Constituyente de 1999. Fue presidente de la Fundación para el Desarrollo Cultural del Estado Mérida (Fundecem).

## Biografía
En 2005 fue acusado por la Fiscalía de estar involucrado en el asalto a la gobernación de Mérida, obteniendo una amnistía junto con el resto de los acusados en 2007 de la mano del presidente Hugo Chávez.
En 2013 participó en la organización de actividades culturales como el Gillman Fest en Mérida junto a Paul Gillman y el Primer encuentro nacional de guitarra. En 2015 participó en la Jornada Internacional "Foucault y la cuestión del derecho" en la Universidad Complutense de Madrid.
En 2023 fue nombrado a cargo del Archivo General de Mérida por el gobernador Jehyson Guzmán.